# Legió I Armeníaca
La Legió I Armeníaca (Primera legió «armènia») va ser una legió romana pseudocomitatensis de finals de l'Imperi Romà, creada probablement a finals del segle iii.
El nom de la legió pot referir-se al fet que originàriament va formar part de la guarnició de les províncies armènies, però la unitat, juntament amb la seva legió bessona, la II Armeníaca, sembla que va estar inclosa en l'exèrcit de camp imperial.
La legió va intervenir en la invasió de l'Imperi Sassànida que va dirigir l'emperador Julià l'any 363 durant les guerres romano-sassànides. Malgrat un èxit inicial a Selèucia, l'exèrcit enemic la va aturar davant de Ctesifont i va haver de retirar-se. El seu successor, Jovià, va abandonar els territoris armenis conquerits per Dioclecià. L'any 382 la legió va ser enviada a la problemàtica província romana d'Isàuria. El comes Isauriae (comte d'Isàuria), Matronianus, va utilitzar la legió per fortificar les muralles de la ciutat d'Arnemurium (actual Eski Anamur a Turquia).
La Notitia Dignitatum la situa sota el comandament del magister militum Orientis al voltant de l'any 400.